# Farina de falla
La farina de falla és un tipus de roca de gra petit formada per la trituració del material en els llavis de la falla. No té cohesió apreciable i sol estar formada per argiles que poden haver canviat de color degut a les condicions de la tectònica (temperatura i pressió). Són roques molt dèbils que pateixen una forta erosió i es presenten sovint amb la formació de xaragalls. Són apreciades per a la fabricació de productes ceràmics.